# (8722) Schirra
(8722) Schirra ist ein Asteroid des Hauptgürtels, der am 19. August 1996 vom US-amerikanischen Astronomen Richard G. Davis an der Sternwarte der Universität von Granville (IAU-Code 825) in Ohio entdeckt wurde.
Der Asteroid wurde am 13. Oktober 2000 nach dem US-amerikanischen Astronauten Walter Schirra (1923–2007) benannt, der als einziger an jedem der ersten drei Raumfahrtprogramme der USA – Mercury, Gemini und Apollo – aktiv als Raumfahrer beteiligt war.